# みやのまえ文化の郷

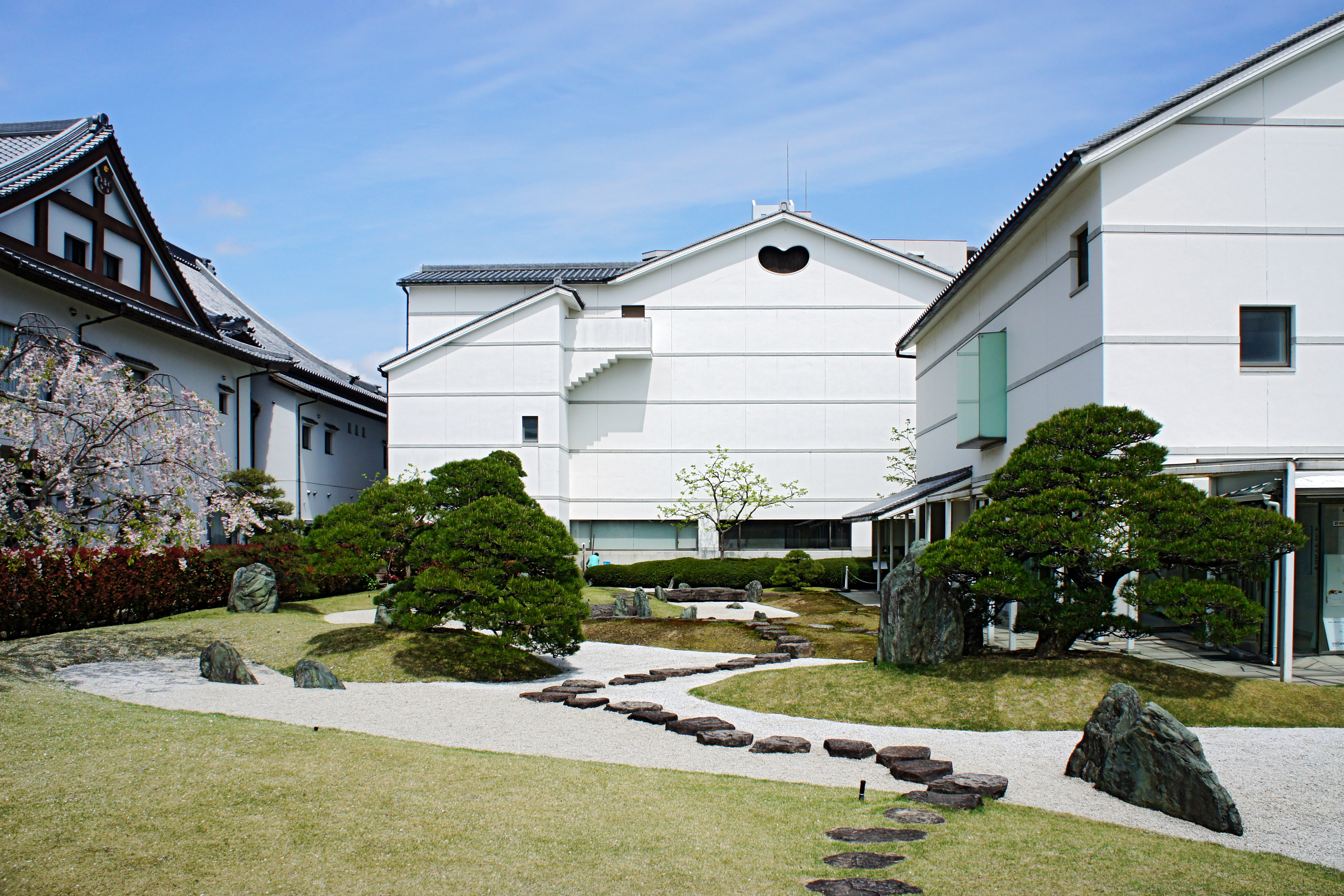
柿衞文庫

みやのまえ文化の郷（みやのまえぶんかのさと）は兵庫県伊丹市にある文化ゾーンの愛称。猪名野神社門前の地名である宮ノ前に立地することから命名された。
2022年（令和4年）4月に施設を構成していた伊丹市立美術館や伊丹市立工芸センター、伊丹市立伊丹郷町館などが統合し、市立伊丹ミュージアムとしてリニューアルされた。

## 歴史

### 構成
2001年（平成13年）6月に伊丹市立伊丹郷町館（旧岡田家住宅・旧石橋家住宅・新町家）が開館し、宮ノ前地区の文化ゾーンを「みやのまえ文化の郷」と命名してことに始まる。柿衞文庫、伊丹市立美術館、伊丹市立工芸センター、伊丹市立伊丹郷町館と日本庭園で構成されていた。
柿衞文庫
1984年（昭和59年）11月開館の文学館。日本3大俳諧コレクションの1つ
伊丹市立美術館
1987年（昭和62年）11月開館の美術館。オノレ・ドーミエのコレクションで有名。
伊丹市立工芸センター
1989年（平成元年）11月開館の美術館。ギャラリーを備えた工芸振興施設、伊丹国際クラフト展会場、喫茶コーナー
伊丹市立伊丹郷町館
2001年（平成13年）6月開館。2003年（平成15年）、第5回人間サイズのまちづくり賞受賞。
旧岡田家住宅・店舗・酒蔵 - 1674年建築の現存兵庫県最古の町家および現存日本最古の酒蔵。国の重要文化財。
旧石橋家住宅 - 江戸時代後期建築の町家。兵庫県指定文化財。郷町SHOPを館内に設ける。
新町家 - 伊丹市文化財保存協会事務局
日本庭園
各文化施設の中心に位置する回遊式庭園。

### 再整備
伊丹市役所建て替えに合わせて、千僧の市役所裏手にあった伊丹市立博物館を日本庭園内に新築移転することになった。
2022年（令和4年）4月、柿衞文庫、伊丹市立美術館、伊丹市立工芸センター、伊丹市立伊丹郷町館、伊丹市立博物館は統合して「市立伊丹ミュージアム」を構成することになった。これにより柿衞文庫は市立伊丹ミュージアム内の施設となっている。
なお市立伊丹ミュージアム条例の制定により、伊丹市立博物館条例、伊丹市立美術館条例、伊丹市立工芸センター条例、伊丹市立伊丹郷町館条例は廃止されている。

## 利用情報
- 開館時間 - 10時〜18時（入場は、閉館30分前まで）
- 休館日 - 月曜（祝日の場合は翌日）・年末年始

## 交通アクセス
- 伊丹駅 (JR西日本) 徒歩6分
- 伊丹駅 (阪急)徒歩9分
- 阪急バス伊丹中央停留所 徒歩約3分

## 周辺
- ブルワリーミュージアム
- 伊丹市立図書館本館 ことば蔵
- 猪名野神社
- 修武館

かつては産業道路沿いに小西酒造本社が立地していたが、2013年（平成25年）に東有岡の工場内へ移転した。